# Phlegra palestinensis
Phlegra palestinensis là một loài nhện trong họ Salticidae.
Loài này thuộc chi Phlegra. Phlegra palestinensis được Dmitri Viktorovich Logunov miêu tả năm 1996.